# 德爾 (蒙大拿州)
德爾（英語：Dell）是位於美國蒙大拿州比弗黑德縣的普查規定居民點。

## 歷史
德爾的郵局自1890年營運至今。

## 人口
根據2020年美國人口普查的數據，德爾的面積為1.16平方千米，皆為陸地。當地共有人口17人，而人口密度為每平方千米14.66人。